# 43è Festival Internacional de Cinema de Berlín
El 43è Festival Internacional de Cinema de Berlín va tenir lloc entre l'11 i el 22 de febrer de 1993. L'ós d'Or fou atorgat a la pel·lícula taiwaneso-estatunidenca The Wedding Banquet dirigida per Ang Lee i la pel·lícula xinesa Xiāng hún nǚ dirigida per Xie Fei. Al festival es va mostrar una retrospectiva dedicada al CinemaScope.

## Jurat

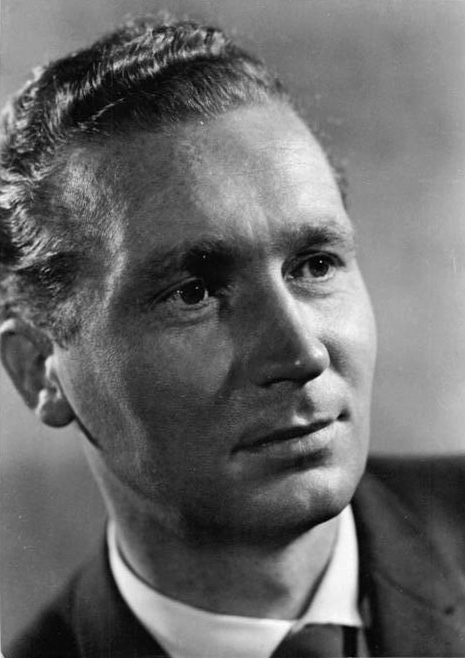
Frank Beyer, president del jurat

Les següents persones foren nomenades com a membres del jurat:
- Frank Beyer (president)
- Juan Antonio Bardem
- Michel Boujut
- François Duplat
- Katinka Faragó
- Krystyna Janda
- Naum Kleiman
- Brock Peters
- Susan Strasberg
- Johanna ter Steege
- Zhang Yimou

## Pel·lícules en competició
Les següents pel·lícules van competir per l'Os d'Or i per l'Os de Plata:
| Títol original            | Director(s)         | País                                      |
| ------------------------- | ------------------- | ----------------------------------------- |
| Arizona Dream             | Emir Kusturica      | Estats Units, França                      |
| Belle Époque              | Fernando Trueba     | Espanya, Portugal, França                 |
| The Cement Garden         | Andrew Birkin       | França, Alemanya, Regne Unit              |
| Ha-Chayim Al-Pi Agfa      | Assí Dayan          | Israel                                    |
| Die Denunziantin          | Thomas Mitscherlich | Alemanya                                  |
| Diario di un vizio        | Marco Ferreri       | Itàlia                                    |
| Hoffa                     | Danny DeVito        | Estats Units                              |
| Hoppá                     | Gyula Maár          | Hongria                                   |
| Le Jeune Werther          | Jacques Doillon     | França                                    |
| Kærlighedens smerte       | Nils Malmros        | Dinamarca                                 |
| Love Field                | Jonathan Kaplan     | Estats Units                              |
| Malcolm X                 | Spike Lee           | Estats Units                              |
| Op afbetaling             | Frans Weisz         | Països Baixos                             |
| Patul conjugal            | Mircea Daneliuc     | Romania                                   |
| La Petite Apocalypse      | Costa-Gavras        | França, Itàlia, Polònia                   |
| Den russiske sangerinde   | Morten Arnfred      | Dinamarca                                 |
| Samba Traoré              | Idrissa Ouedraogo   | Burkina Faso, Alemanya, Ghana. Regne Unit |
| Sankofa                   | Haile Gerima        | Burkina Faso, França, Suïssa              |
| Telegrafisten             | Erik Gustavson      | Noruega, Dinamarca                        |
| Toys                      | Barry Levinson      | Estats Units                              |
| Udzinarta mze             | Temur Babluani      | Geòrgia                                   |
| The Wedding Banquet       | Ang Lee             | Estats Units, Taiwan                      |
| Wir können auch anders... | Detlev Buck         | Alemanya                                  |
| Xiāng hún nǚ              | Xie Fei             | R.P. de la Xina                           |
| Yume no onna              | Bandō Tamasaburō V  | Japó                                      |

## Premis

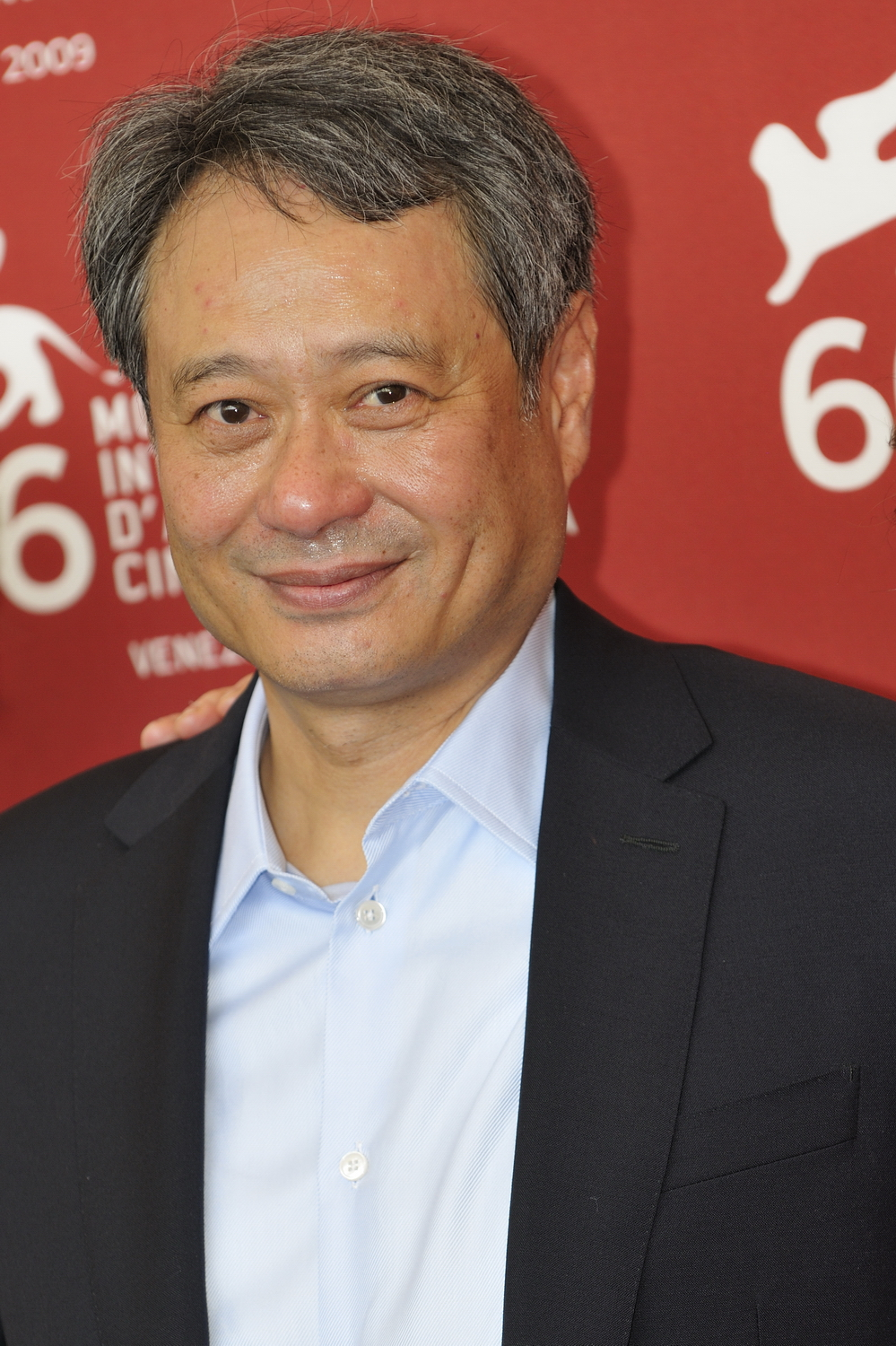
Ang Lee, coguanyador de l'Os d'Or al festival

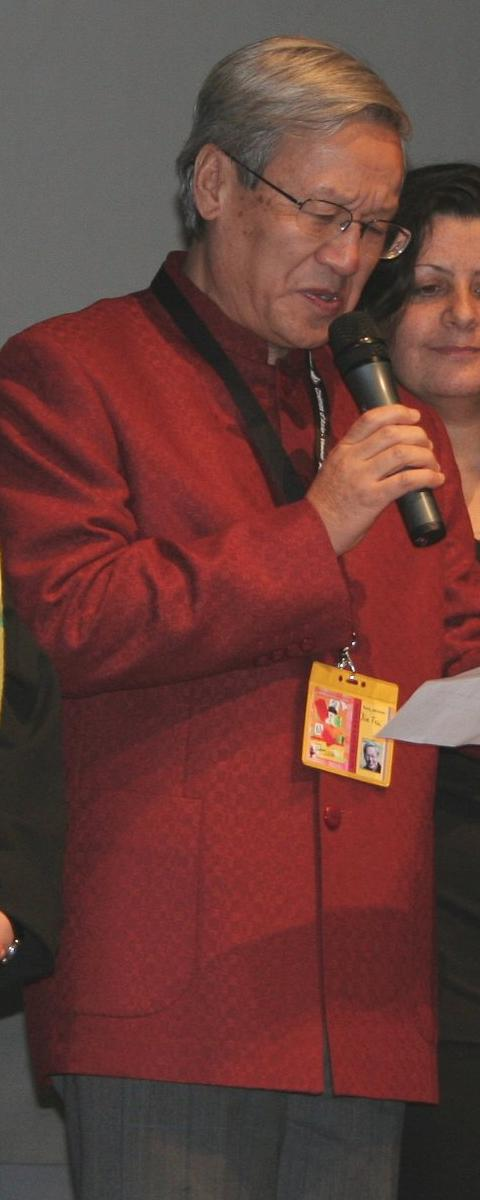
Xie Fei, guanyador de l'Os d'Or al festival

El jurat va atorgar els següents premis:
- Os d'Or:
  - The Wedding Banquet de Ang Lee
  - Xiāng hún nǚ de Xie Fei
- Os de Plata - Premi Especial del Jurat: Arizona Dream de Emir Kusturica
- Os de Plata a la millor direcció: Andrew Birkin per The Cement Garden
- Os de Plata a la millor interpretació femenina: Michelle Pfeiffer per Love Field
- Os de Plata a la millor interpretació masculina: Denzel Washington per Malcolm X
- Os de Plata per un èxit únic excepcional: Udzinarta mze de Temur Babluani
- Os de Plata: Samba Traoré d'Idrissa Ouedraogo
- Menció Honorífica:
  - Ha-Chayim Al-Pi Agfa d'Assí Dayan
  - Wir können auch anders... de Detlev Buck
- Premi Blaue Engel: Le Jeune Werther de Jacques Doillon
- Os d'Or Honorífic:
  - Billy Wilder
  - Gregory Peck
- Berlinale Camera:
  - Victoria Abril
  - Juliette Binoche
  - Gong Li
  - Corinna Harfouch
  - Johanna ter Steege